# Charlton Island (Antarktika)
Charlton Island ist eine Insel vor der Budd-Küste des ostantarktischen Wilkeslands. Sie ist die westlichste der Frazier-Inseln in der Vincennes Bay.
Luftaufnahmen der US-amerikanischen Operation Highjump (1946–1947) und der Operation Windmill (1947–1948) dienten ihrer Kartierung. Der US-amerikanische Polarforschers Carl R. Eklund (1909–1962) benannte sie nach dem Elektrotechniker Frederick E. Charlton († 2002) von der United States Navy, der 1957 zur Besetzung auf der Wilkes-Station gehörte.